# Bezlebeční
Bezlebeční (Cephalochordata či Acrania) jsou spolu s pláštěnci a obratlovci podkmen strunatců (Chordata). Tato nepočetná skupina mořských živočichů zahrnuje asi třicet druhů ve třech klasifikovaných rodech. Jde o filtrátory vyskytující se v pobřežních oblastech celého světa, dospělci se přes den často zahrabávají do substrátu.  
Bezlebeční vykazují všech pět hlavních sdílených odvozených znaků strunatců, což jsou struna hřbetní (v jejich případě výrazně modifikovaná, s lamelami svalových buněk), hltanové žaberní štěrbiny (pomnožené), endostyl, neurální trubice (z ní odstupují hřbetní nervy) a postanální ocas. Dospělci dosahují délky těla asi 5–8 cm, mají jednovrstevnou pokožku a jsou bělaví až krémově žlutí. Tělo obklopuje ploutevní lem, na spodní straně těla v podobě párových metapleur. Pohyb umožňují mohutné postranní svalové bloky spolu se strunou hřbetní. Bezlebeční mají uzavřenou cévní soustavu podobnou obratlovčí (ovšem bez srdce) a vysoce odvozenou vylučovací soustavu založenou na tzv. cyrtopodocytech. Filtraci zajišťuje předústní dutina vybavená tykadly, plachetkou a vířivým orgánem a posléze hltan se systémem žaberních štěrbin, po obou stranách ústících do obžaberního prostoru. Velký jaterní vak je pokládán za homologický vůči játrům obratlovců. Bezlebeční jsou gonochoristé s nepřímým vývojem, jenž byl prozkoumán do velkých detailů. Tření probíhá synchronizovaně, většinou během jara a léta.  
Kopinatec plžovitý (Branchiostoma lanceolatum) se stal již v 19. století důležitým modelovým organismem pro studium biologie strunatců, přičemž bezlebeční byli dlouhodobě považováni za nejbližší příbuzné obratlovců. Ačkoli molekulárně-fylogenetická data identifikovala bezlebečné spíše jako sesterskou skupinu vůči obratlovcům plus pláštěncům, ti stále zastávají klíčovou roli v moderní evolučně vývojové biologii. Evoluce samotných kopinatců však zůstává i kvůli nedostatku spolehlivých fosilních nálezů špatně probádána, poslední společný předek všech dnes žijících druhů však mohl žít možná teprve v eocénu. 

## Systematika
Prvním popsaným bezlebečným se stal kopinatec plžovitý (Branchiostoma lanceolatum), proslulý modelový organismus a jeden z nejprozkoumanějších strunatců vůbec. Německý přírodovědec Peter Simon Pallas však nepostřehl jeho jedinečnost, když jej v roce 1774 popsal jako druh měkkýše pod odborným jménem Limax lanceolatus. Typový jedinec pocházel ze Severního moře. Na Pallasův omyl přišli nezávisle na sobě přírodovědci v několika evropských zemích; italský přírodovědec Oronzo Gabriele Costa tentýž druh roku 1834 popsal pod jménem Branchiostoma lubricum (na základě typového vzorku pocházejícího ze Středozemního moře), anglický přírodovědec William Yarrell o dva roky později zase pro Pallasův druh lanceolatus vytvořil nový rod Amphioxus. Costovo rodové jméno má podle pravidel zoologické nomenklatury přednost, ovšem v průběhu historie byla obě rodová jména dávána na roveň a v angličtině se termín „amphioxus“ hojně používá i jako jedno z obecných jmen.
Studie ze 30. a 40. let 19. století poprvé poukázaly na to, že kopinatci by měli být pokládáni za „rané obratlovce“. Následně se na ně upřel zvýšený vědecký zájem, přetrvávající až dodnes. Z raných přírodovědců, zabývajících se jak chováním, tak stavbou těla a embryologií bezlebečných, lze jmenovat vyjma výše uvedených také Johannese Petera Müllera, Martina Heinricha Rathkeho, Jonathana Coucheho či Charlese Luciena Bonaparta. Ruský embryolog Alexandr Kovalevskij v 60. letech 19. století poprvé poukázal na blízké příbuzenské vztahy s pláštěnci, třetí hlavní skupinou strunatců.
Systematika bezlebečných se zakládá na čeledích. World Register of Marine Species k roku 2025 uznává jedinou čeleď – Branchiostomatidae Bonaparte, 1846 (v původním nekorektním přepisu Branchiostomidae; česky kopinatcovití), jež zahrnuje tři recentní rody:
- Asymmetron Andrews, 1893;
- Branchiostoma Costa, 1834 (= Amphioxus Yarrell, 1836 a Dolichorhynchus Willey, 1901[6])
- Epigonichthys Peters, 1876 (= Bathyamphioxus Whitley, 1932 a Heteropleuron Kirkaldy, 1895[7])

Na základě stavby pohlavních orgánů se tradičně rozeznávaly spíše dvě čeledi bezlebečných. Čeleď Branchiostomatidae charakterizovaly dvě řady gonád, čeleď Epigonichthyidae (také Asymmetrontidae; česky kopinatčíkovití) jedna asymetrická řada gonád. Rody Asymmetron a Epigonichthys v rámci kopinatčíkovitých mohly být sdružovány do rodu jediného. Na základě výsledků molekulární fylogenetiky se však kopinatcovití odvozují v rámci kopinatčíkovitých, se sesterským vztahem mezi rody Epigonichthys a Branchiostoma, původní systém proto neplnil požadavek na monofyletismus taxonů. Všechny tři rody však mohou být alternativně zařazovány do monotypických čeledí. Konečně, larvální stádia kopinatců byla historicky klasifikována v samostatné čeledi Amphioxididae, takový systém samozřejmě nemá z pohledu taxonomie smysl.
Bezlebeční podle World Register of Marine Species vystupují jakožto podkmen Cephalochordata Haeckel, 1866 s jedinou třídou Leptocardii Müller, 1845 a bez rozlišovaných řádů. V průběhu historie však byla v souvislosti s bezlebečnými popsána řada vyšších taxonů, z nichž některé mohou vystupovat i na zmíněné taxonomické úrovni řádu. Z různých vyšších taxonů lze jmenovat Acrania Haeckel, 1866, Pharyngobranchii Owen, 1846, Cirrhostomi Owen, 1846, Amphioxidei Bleeker, 1859, Amphioxi Bonaparte, 1846 a další.
Jak již bylo zmíněno, z hlediska vnější systematiky patří bezlebeční mezi strunatce (Chordata), tento živočišný kmen spoluutvářejí ještě s obratlovci (Vertebrata) a pláštěnci (Tunicata). Alternativně mohou všechny tři skupiny vystupovat jakožto samostatné kmeny – z hlediska fylogenetiky jsou tyto rozdíly v taxonomických kategoriích nepodstatné. Obecně existují dvě hypotézy příbuzenských vztahů v rámci strunatců. Podle hypotézy Notochordata jsou vůči sobě sesterské podkmeny Cephalochordata + Vertebrata, tento koncept však vytlačuje hypotéza Olfactores, podle níž Cephalochordata vystupuje jakožto sesterský taxon vůči podkmenům Tunicata + Vertebrata. Fylogenetický strom uvedený níže respektuje hypotézu Olfactores.
Fylogenetický strom znázorňující postavení bezlebečných (Cephalochordata) v rámci strunatců (Chordata):

|  | Asymmetron                                                      |
|  |                                                                 |
|  | \| \| Branchiostoma \| \| \| \| \| \| Epigonichthys \| \| \| \| |
|  |                                                                 |
|  | Branchiostoma                                                   |
|  |                                                                 |
|  | Epigonichthys                                                   |
|  |                                                                 |

|  | Branchiostoma |
|  |               |
|  | Epigonichthys |
|  |               |

|  | Vertebrata |
|  |            |
|  | Tunicata   |
|  |            |

|  | Asymmetron                                                      |
|  |                                                                 |
|  | \| \| Branchiostoma \| \| \| \| \| \| Epigonichthys \| \| \| \| |
|  |                                                                 |
|  | Branchiostoma                                                   |
|  |                                                                 |
|  | Epigonichthys                                                   |
|  |                                                                 |

|  | Branchiostoma |
|  |               |
|  | Epigonichthys |
|  |               |

|  | Vertebrata |
|  |            |
|  | Tunicata   |
|  |            |

## Popis

Branchiostoma japonicum (kresba)

Bezlebeční jsou malí, dvoustranně souměrní živočichové z kmene strunatců. Tvarem těla připomínají malou rybu a v literatuře také bývají spolu s ostatními rybovitými obratlovci někdy představováni. Celková délka těla činí nejčastěji 5–8 cm. Mezi největší zástupce, atakující či přesahující uvedenou hranici, patří kopinatec plžovitý a kopinatec kalifornský (Branchiostoma californiense). Z nejmenších zástupců lze jmenovat kopinatce malajského (Branchiostoma malayanum) a kopinatčíka jižního (Epigonichthys australis), již nedosahují délky ani 3 cm. Tělo je z obou stran špičaté, s rypcem neboli rostrem ve své přední části. Kryje jej pouze jednovrstevná pokožka v podobě cylindrického epitelu. Rod Epigonichthys má pouze tenký dlaždicový epitel s tenkou subepidermální kolagenní vrstvou.
Tělo obklopuje víceméně souvislý ploutevní lem rozšířený do podoby „ploutví“. Děje se tak v oblasti rostra, ocasu (tzv. ocasní ploutvička) a jako břišní ploutev se pak označuje lem na spodní straně těla mezi atrioporem a řitním otvorem. Před atrioporem vyrůstá lem párový, tzv. metapleury. U rodu Branchiostoma jsou oba ploutevní lemy volné, u jiných druhů však pravý metapleurální lem může navazovat na břišní ploutev, zatímco volně za atrioporem končí pouze levý metapleurální lem. Bezlebeční mají bělavé až krémově žluté zbarvení, někdy narůžovělé. Pokožku však pokrývá hlen, jenž může házet různé odlesky.

### Opora a pohyb

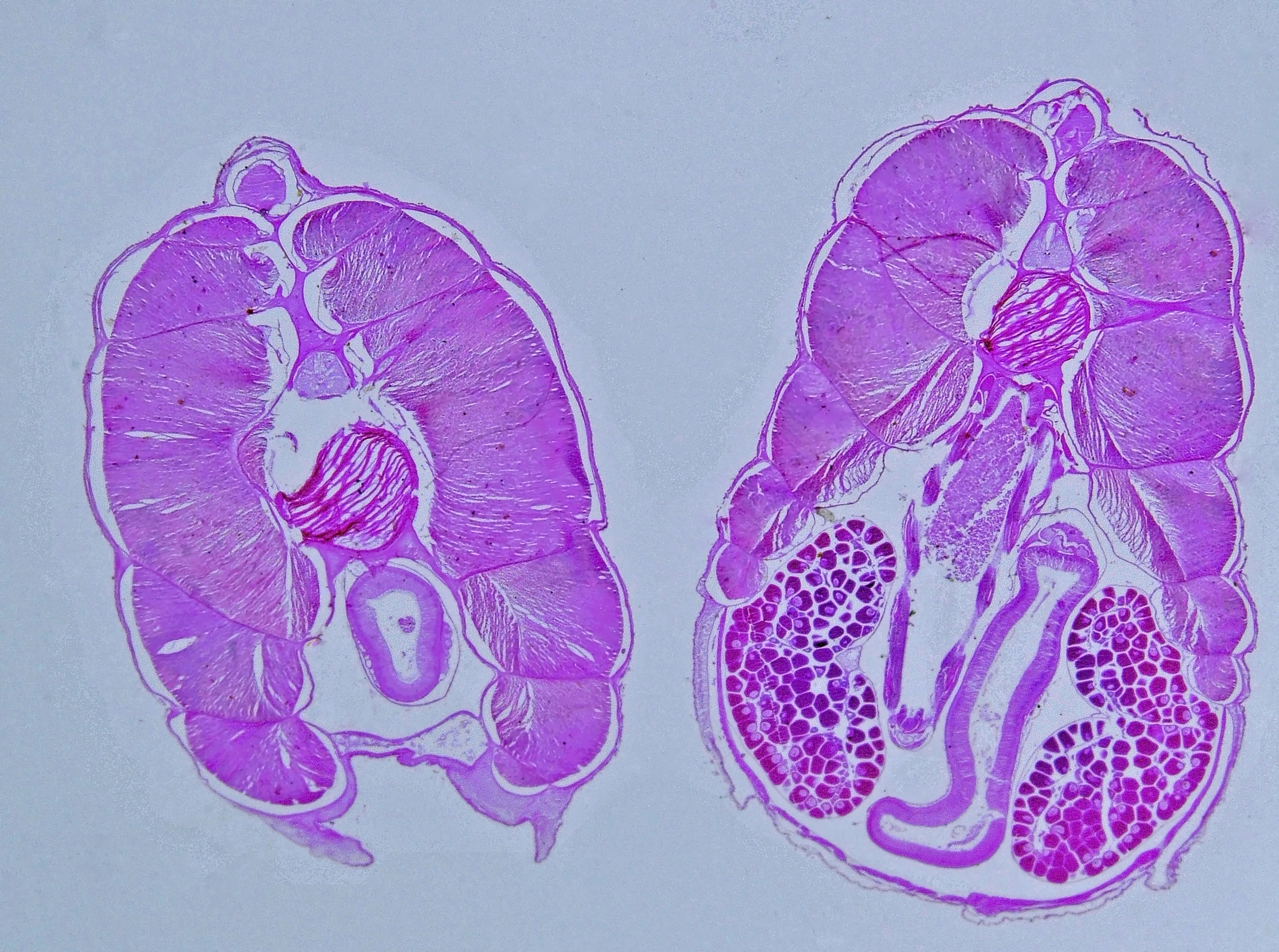
Příčný řez kopinatcem, na němž jsou viditelné jak mohutné svalové bloky po stranách těla, tak chorda

Hlavní oporu těla bezlebečných tvoří struna hřbetní neboli chorda, sdílený odvozený znak strunatců, který si kopinatci – ve srovnání konkrétně s pláštěnci – zachovávají po celý život. Chorda se táhne podél hřbetní strany celého těla a zasahuje až do rostra, jak napovídá i odborné jméno Cephalochordata (z řeckého „κεφαλή“ ve významu „hlava“). Ve srovnání s chordou ostatních strunatců však chorda bezlebečných vykazuje významné strukturální i funkční odlišnosti. Má podobu tyčinky, kterou tvoří příčně pruhované svalové buňky v podobě jednotlivých lamel oddělených prostory s extracelulární tekutinou. Celou strukturu, jež je v literatuře připodobňována sloupci žetonů či mincí, uzavírá pouzdro tvořené hustou pojivovou tkání. Ke ztenčení vazivového obalu dochází pouze v boční, resp. hřbetní části, kde se objevují dvě řady jamek, jež umožňují synapse mezi buňkami struny hřbetní a nervovými buňkami.
Podél celého těla bezlebečných se táhnou svalové bloky tvořené jednotlivými do sebe zapadajícími segmenty, šípovitými myomerami. Podobné uspořádání lze pozorovat i u rybovitých obratlovců, u nichž však jednotlivé segmenty dosahují vyšší tvarové složitosti. Laterální svalové bloky zabírají značnou část vnitřku těla a kvůli jejich přítomnosti došlo i k výraznému zmenšení coelomových dutin. Každá svalová buňka kopinatců je tvořena svazkem plochých, příčně pruhovaných svalových vláken, a obsahuje pouze jediné buněčné jádro. Povrchové svalové buňky zahrnují spíše pomalá svalová vlákna, zatímco rychlá svalová vlákna jsou zřejmě uložena v hlubších částech svalových bloků. Myomery z levé poloviny těla jsou u bezlebečných posunuty o půl segmentu dopředu oproti myomerám pravé poloviny těla.
Segmentované svalové bloky umožňují vlnění těla, které ve vodě generuje tah směrem dopředu. Chorda jakožto pružná a elastická tyčinka brání nechtěnému zkracování těla, naopak přispívá k jeho ohybu a následnému narovnávání. Svou délkou navíc chorda svalové bloky zepředu i zezadu přesahuje, a díky tomu pomáhá udržovat rigiditu zejména během rytí v substrátu. Během pohybu ve vodě mohou kopinatci plavat nahoru jak hřbetní, tak břišní polovinou těla, někdy dokonce i směrem vzad. Ocasní ploutvička usnadňuje plavání, ale zbylé ploutve mají spíše zásobní funkci.

### Trávicí soustava a přijímání potravy

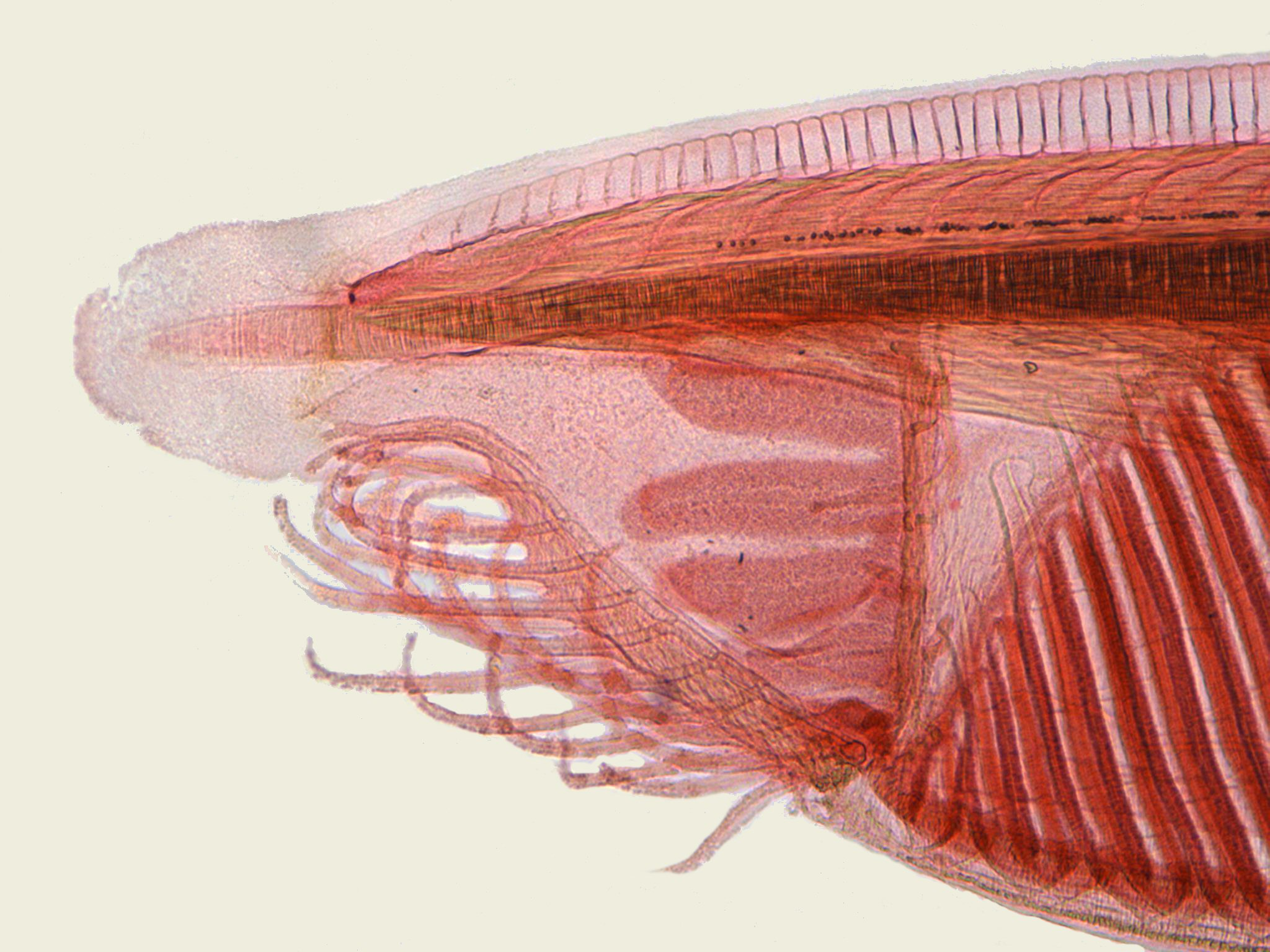
Hlavová část kopinatce

Bezlebeční jsou filtrátoři. Jejich trávicí trubice se otevírá v prohlubni na přední části spodní poloviny těla, v takzvaném vestibulu. Do vestibulu voda neproudí přímo, ale přes systém tykadel (cirri), jež v podkovovitém uspořádání vstup do vestibulu obklopují. Zadní část vestibulu uzavírá membránovitá plachetka (velum), v níž se otevírá ústní otvor obklopený tentokrát prstencem velárních tykadel. Dva systémy tykadel slouží k odfiltrování větších částic, jako jsou například zrna sedimentů. Materiál směrem k ústnímu otvoru pohání vířivý orgán tvořený obrvenými buňkami; synchronizovaný pohyb řasinek vyvolává dojem rotace, což aparátu vyneslo jeho pojmenování. Poslední klíčovou strukturou předústní dutiny je drobná vchlípenina s obrvenými buňkami, tzv. Hatschekova jamka vylučující hlen. Sekrety z Hatschekovy jamky protékají přes vířivý orgán a zachycují drobné potravní částice, které jsou následně transportovány do hltanu.
Hltan má podobnou funkci a stavbu jako u pláštěnců. Voda jím neproudí prostřednictvím svalových stahů, ale díky pohybu řasinek. Na jeho ventrální straně se nachází endostyl neboli hypobranchiální rýha, která jak u bezlebečných, tak u pláštěnců sekretuje hlen zachycující potravní částice a také koncentruje jód. Hlen s částicemi potravy je následně hnán do epibranchiální rýhy, jíž je materiál dále transportován do krátkého jícnu a následně i střeva, kde dochází nejprve k extracelulárnímu a posléze intracelulárnímu trávení. Důležitou roli v trávicím procesu i ukládání zásobních látek má tzv. slepé střevo neboli jaterní vak, vybíhající z oblasti napojení hltanu na jícen. Nestrávené zbytky opouštějí tělo řitním otvorem, jenž se otevírá ještě před ocasní ploutvičkou.
Přebytečná voda odchází systémem hltanových žaberních štěrbin, jichž může být až asi 200. Každá primární žaberní štěrbina je rozdělena sekundární přepážkou. Žaberní štěrbiny jsou uspořádány paralelně, mají tvar písmene U a podepírají je mj. tyčinky obsahující kyselé mukopolysacharidy, zřejmě včetně chondroitin sulfátu. Tyto tyčinky se tak svým složením podobají chrupavce. Žaberní štěrbiny z obou stran těla ústí do obžaberních prostorů, jejichž vývody se posléze spojují a do vnějšího prostředí se nakonec otevírají společným atrioporem (porus abdominalis), jenž se nachází ještě před řitním otvorem.

### Oběhové a dýchací struktury

Vnitřní anatomie kopinatce (1. mozkový váček, 2. struna hřbetní, 3. hřbetní nervová páska, 4. postanální ocas, 5. řitní otvor, 6. střevo, 7. cévní systém, 8. atriopor, 9. lakuna, 10. žaberní štěrbina, 11. hltan, 12. předústní dutina, 13. tykadélka, 14. vstup do předústní dutiny, 15. gonády, 16. fotoreceptor, 17. nervy, 18. metapleury, 19. jaterní vak

Bezlebeční mají uzavřený oběhový systém – někdy označovaný jako téměř uzavřený, poněvadž se v ocasní a žaberní oblasti krev může rozlévat. Cévní soustava se svou organizací podobá oběhovému systému primitivních obratlovců, na základě čehož se odvíjí i její názvosloví. Krev však neslouží k výměně a transportu plynů, ale spíše k transportu živin. Neobsahuje totiž žádná krevní barviva, natož specializované buňky přenášející kyslík (amébovité krvinky se však objevují). Větší cévy mohou mít výstelku, ovšem chybí pravý endotel. Kopinatci také nemají pravé srdce; pohyb krve zajišťuje pulzování některých cév, přičemž svalové buňky umožňující tuto pulzaci leží mimo cévní stěnu.
Krev se u bezlebečných sbírá do netepajícího žilného splavu neboli sinus venosus, lokalizovaném na stejném místě jako srdce obratlovců. Ústí sem jak jaterní žíla, tak zejména Cuvierovy žíly, které sbírají krev z předních a zadních kardinálních žil. Ze žilného splavu krev teče směrem dopředu do břišní aorty neboli endostylární tepny. Vzestupné cévy vycházející z endostylární tepny zásobují žaberní přepážky, a sice primární přepážky přímo a sekundární přepážky nepřímo. Na základně žaberních tepen se objevují tzv. žaberní srdce neboli bulbilli, jedna z tepajících struktur tělního oběhu. Žaberní tepny následně ústí do párové hřbetní aorty, některé z nich se dorzálně od žaberních přepážek ještě rozvětvují v ledvinná klubíčka. Přední výběžky hřbetní aorty, někdy nazývané krkavice, zásobují přední část těla, zatímco zadní výběžky se na konci hltanu spojují do nepárové aorty zásobující zadní část těla. Z ní se odvozují mj. tepny vytvářející střevní cévní pleteň.
Bezlebeční nemají specializovanou dýchací soustavu, výměna plynů probíhá difuzí. K té navíc dochází zejména přes metapleury spíše než přes hltanové štěrbiny.

### Vylučovací soustava
Vylučovací soustava bezlebečných je atypická, poněvadž kombinuje vlastnosti protonefridií i metanefridií – její jednotky se označují jako cyrtopodocyty. Základna cyrtopodocytů se podobá podocytům obratlovců, které pomocí výběžků zvaných pedicely obklopují krevní cévy a umožňují filtraci. Vrcholová část cyrtopodocytů se však prstencem dlouhých mikroklků obklopujících centrální řasinku podobá protonefridiím bezobratlých. Na tuto vrcholovou část následně navazuje odvodný kanálek. Každý odvodný kanálek asociuje se shlukem podocytů.
Na rozdíl od plaménkových buněk protonefridií jsou cyrtopodocyty coelomového původu. Vyvíjejí se párově, jsou segmentálně uspořádané a prostřednictvím odvodných kanálků ústí do obžaberního prostoru. Vylučovacích orgánů tvořených shluky cyrtopodocytů má kopinatec asi 90 párů. Vyjma početných párových nefridií se objevuje i tzv. Hatschekova nefridie, jež se párovým nefridiím podobá, ovšem je větší a pouze jedna. Lokalizuje se nad horní stěnou hltanu a do hltanu se také otevírá.

### Nervová soustava a smysly

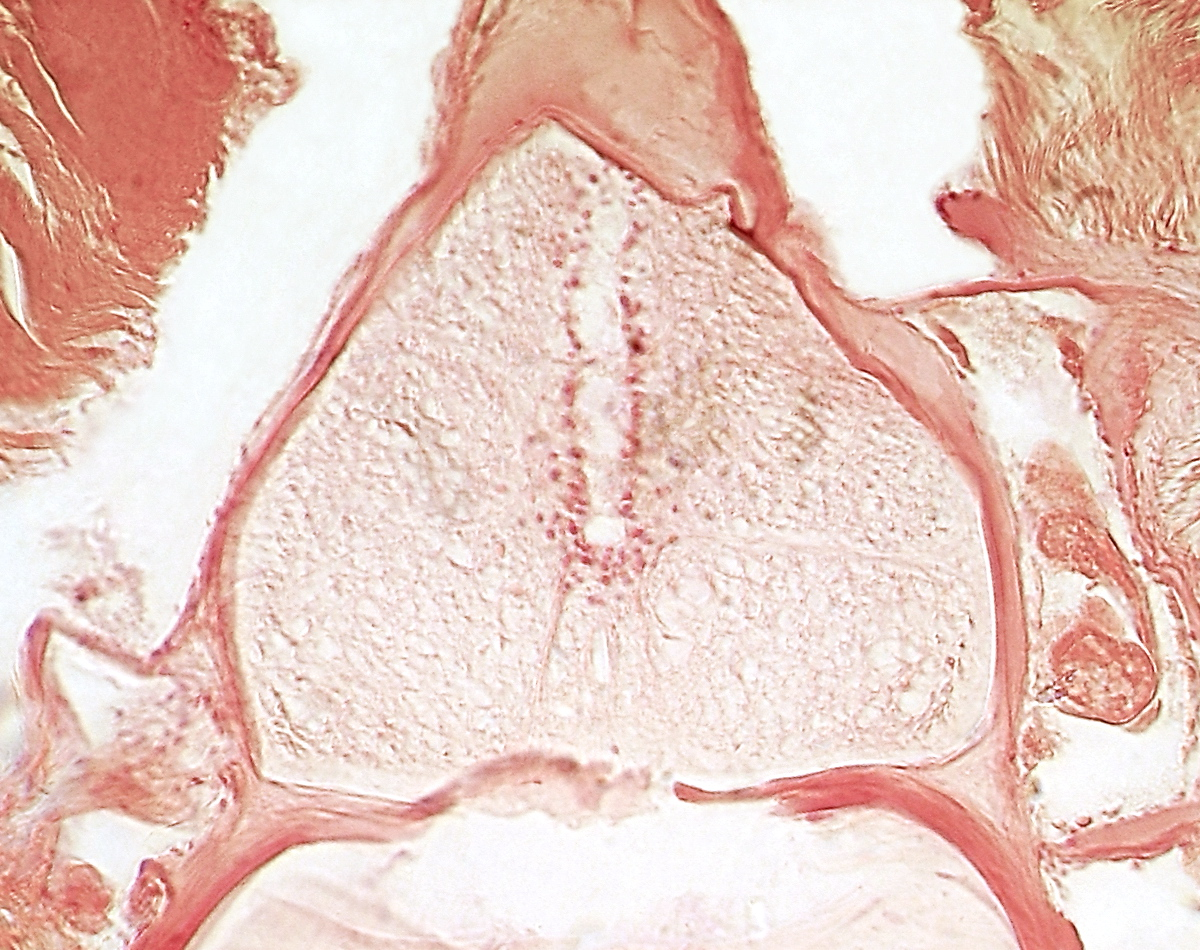
Příčný řez nervovou trubicí kopinatce

Nervový systém bezlebečných je trubicovitého typu, jak je pro strunatce charakteristické. Zůstává velmi jednoduše stavěný. Nervové soustavě dominuje hřbetní, dutá nervová trubice táhnoucí se nad chordou. V přední části těla, zhruba od plachetky, se nervová trubice mírně rozšiřuje a dává vzniknout tzv. mozkovému neboli cerebrálnímu váčku. Ten však není nikterak výrazně diferencovaný, jeho stěny zůstávají stejně silné jako v případě zbytku nervové trubice. Některé buňky nervové trubice si zachovávají vlastnosti epitelu, včetně tzv. infundibulárního orgánu mozkového váčku. Pro takové buňky je charakteristická přítomnost jediné cilie.
Z nervové trubice vystupují dorzální nervy, které ve srovnání s obratlovci sestávají pouze z axonů a několika přídatných gliových buněk, chybí spinální ganglia typická pro obratlovce. Funkci ventrálních míšních nervů obratlovců plní u bezlebečných spíše svalové výběžky interagující s nervovou trubicí. V oblasti střeva, smyslových orgánů či pokožky nabývá periferní nervový systém podoby složitějších pletení.
Co se smyslů týče, bezlebeční jsou citliví zejména na hmatové stimuly, detekované nejspíše většinou pokožkových senzorů. Na mechanické i chemické podněty jsou citlivá tykadélka, jež se v případě stimulace vymrští směrem dopředu a pomáhají tak vyvrhnout příliš velký materiál. Z dalších smyslových orgánů lze jmenovat hned čtyři typy fotoreceptorů, lokalizovaných v rámci nervové trubice. V přední části těla se objevuje jednoduché očko (ocellus), tvořené pigmentovým pohárkem a s ním asociujícími buňkami, včetně dvou řad smyslových buněk s ciliemi. Dalším ciliárním fotoreceptorem jsou tzv. lamelární tělíska. Zbývající dva typy fotoreceptorů, Josephovy buňky a dorzální očka, jsou odlišného, tzv. rhabdomerického typu. Druhých jmenovaných mají dospělí bezlebeční podél spodní části nervové trubice stovky, přičemž velký počet míšních oček jim zřejmě usnadňuje udržovat vertikální polohu při zahrabání se do substrátu. Chemosenzitivitu zřejmě zajišťují některé senzorické buňky pokožky, v literatuře se jako možný čichový orgán uvádí i tzv. Köllikerova jamka nad předním koncem cerebrálního váčku.

### Rozmnožovací soustava a vývoj

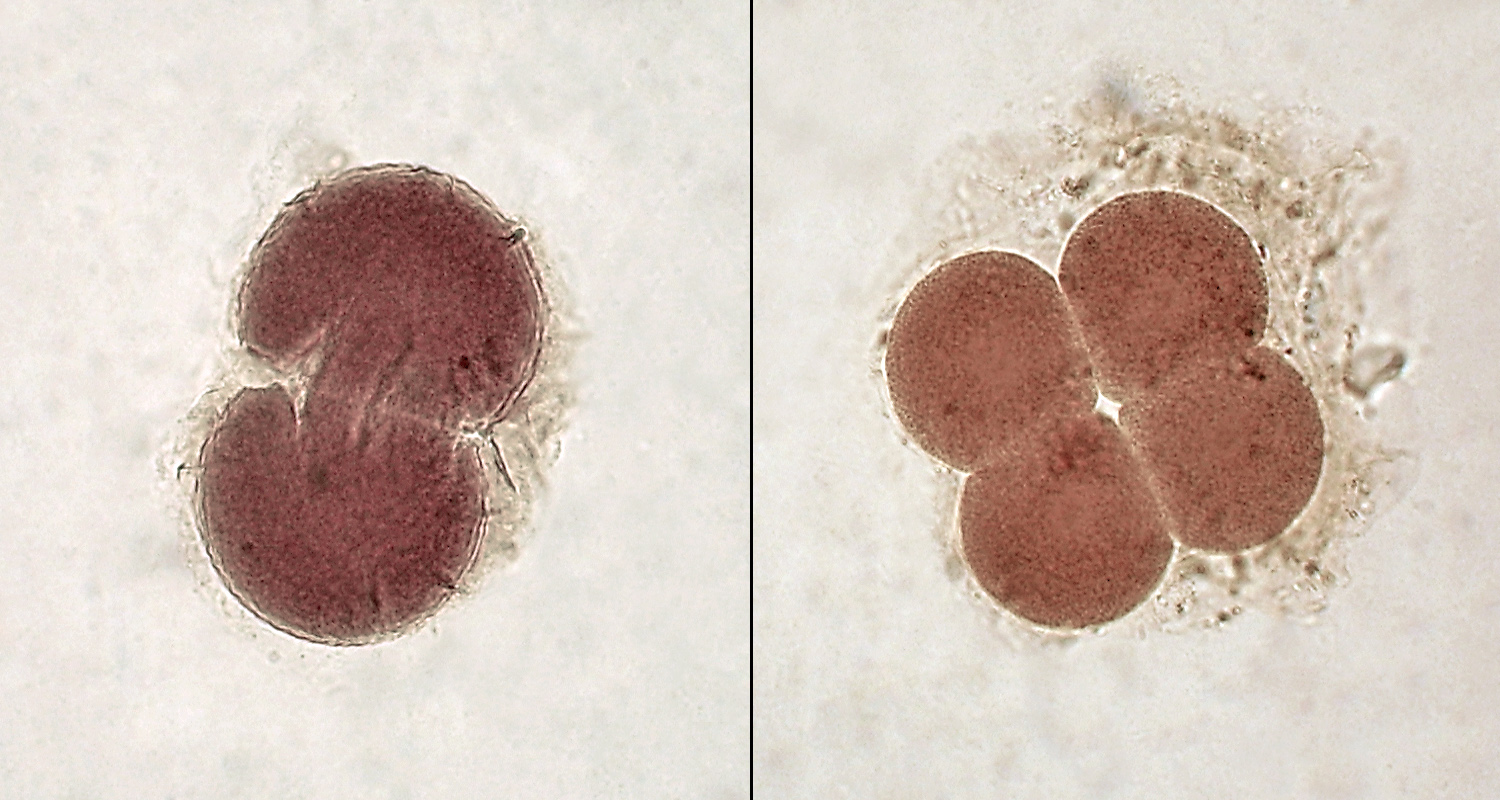
Zárodek kopinatce, dvou- a čtyřbuněčné stádium

Bezlebeční mají oddělená pohlaví, s raritními případy hermafroditismu nebo zvratu pohlaví u jinak gonochoristických druhů. Mechanismy určení pohlaví zůstávají špatně pochopeny, u tří studovaných druhů z rodu Branchiostoma výzkumníci zjistili heterogametické samičí pohlaví. Bezlebeční nemají nijak výrazný pohlavní dimorfismus. Během období tření lze však obě pohlaví rozlišit pomocí barvy gonád: bílých varlat samců a nažloutlých vaječníků samic. Gonády vyrůstají podél těla v řadách, a to buď v jedné asymetrické řadě, anebo ve dvou řadách. Tento znak se využíval i při systematice bezlebečných, jak je zmíněno v dřívější kapitole. Modelový kopinatec plžovitý a ostatní zástupci rodu Branchiostoma mají gonády párové. Každou řadu tvoří 25 až 38 gonád, které přiléhají k obžabernímu prostoru. Pohlavní buňky se uvolňují rupturou a spolu s proudem vody dochází k jejich odplavení. V období rozmnožování se gonády zvětšují natolik, že takovému dospělci až znemožňují filtraci.

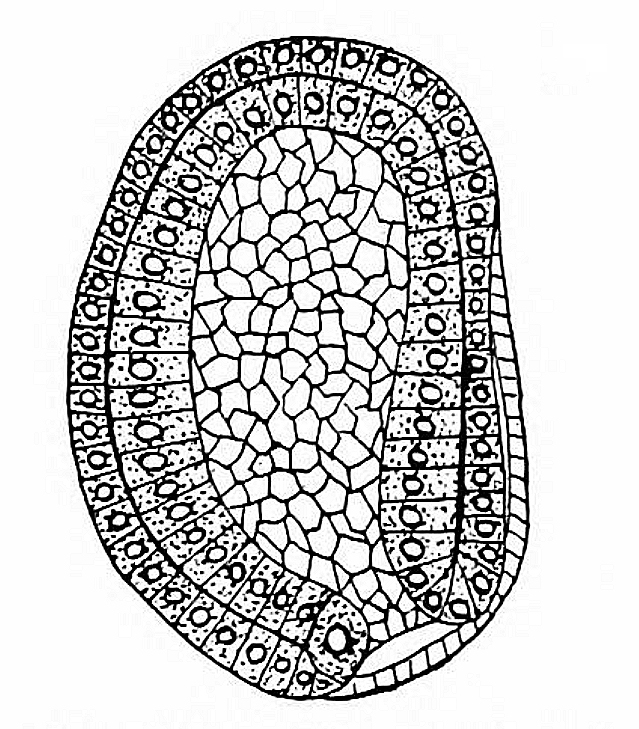
Kresba gastruly kopinatce

Vývoj bezlebečných je nepřímý, přes larvu. Zejména jejich embryogeneze byla prostudována do velkých detailů jakožto archetyp složitější embryogeneze obratlovců. Vajíčka bezlebečných obsahují jen velmi málo žloutku. Rýhování je díky tomu úplné (holoblastické), probíhá radiálně. Vzniknuvší blastomery jsou nestejně velké a v raných vývojových stádiích může dojít k jejich oddělení na dva či dokonce čtyři zárodky. Vzniklá coeloblastula gastruluje invaginací („vchlípením“), čímž vznikají prvoústa a prvostřevo. Na těchto útvarech následně závisí vznik mezodermu. Po obou stranách prvostřeva vznikají směrem zepředu dozadu somity, z nichž vzniká mj. coelomová dutina či svalové bloky. Ze svrchní části prvostřeva se odštěpuje pruh chordálního mezodermu, z něhož vzniká struna hřbetní. Chordální mezoderm zároveň indukuje vznik nad ním ležící neurální ploténky ektodermálního původu, z níž vzniká neurální trubice (ta zůstává zpočátku otevřená, přičemž na zadním konci těla se spojuje s prvoústy).
Embryo bezlebečných je zpočátku obrvené. Zárodku se začíná říkat larva v době, kdy dochází k prolomení ústního a řitního otvoru (druhý jmenovaný vzniká v oblasti prvoúst, která se ale během embryogeneze navenek uzavírají). Larva vyniká asymetrií: například ústní otvor se zpočátku nachází na levé straně těla, dále např. levá řada hltanožaberních štěrbin vzniká dříve než pravá řada a zpočátku leží poblíž středové linie břišní strany těla. Výrazná asymetrie může být důsledkem atypického, rotačního pohybu larev ve vodním sloupci. Při metamorfóze dochází ke ztrátě asymetrie, vzniku obžaberních prostorů, plachetky i vířivého orgánu, k pomnožení a sekundárnímu rozdělení žaberních štěrbin a obecně opuštění planktonního způsobu života. Larvální vývoj trvá od 75 do více než 200 dnů. U kopinatce plžovitého se může délka života vyšplhat na 5 nebo až 8 let (v chladných vodách), i jiné druhy se běžně dožívají alespoň několika let.

## Evoluce

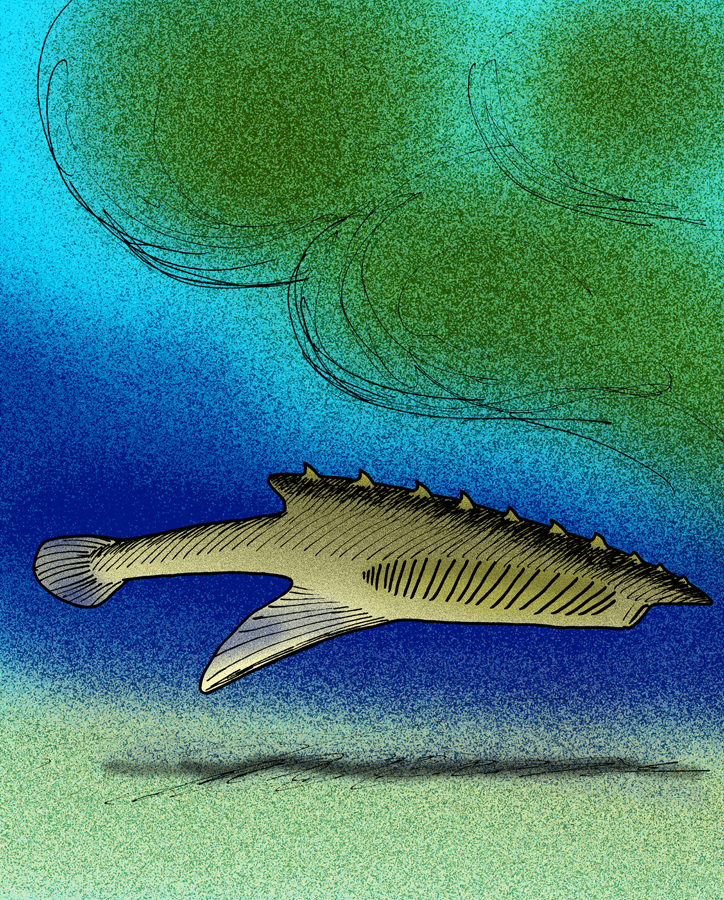
Možní fosilní bezlebeční zůstávají velmi sporní. Zde Palaeobranchiostoma hamatotergum (umělecká rekonstrukce)

Molekulární fylogenetika podporuje hypotézu, že bezlebeční představují bazální skupinu strunatců, zatímco jim sesterští pláštěnci + obratlovci vytvářejí společný klad Olfactores. Na základě toho došlo k opuštění názoru, že poslední společný předek strunatců byl přisedlým organismem podobným sumce a pedomorfní evolucí z pohyblivých larev došlo k odvození linie bezlebečných a obratlovců. Pláštěnci při novějším pohledu představují spíše vysoce odvozenou skupinu, zatímco poslední společný předek dnešních strunatců byl volně žijící.
Před představením homologií a podobností s dalšími strunatci je vhodné zmínit, že i bezlebeční mají velké množství předpokládaných odvozených znaků. Jmenovat lze například asymetrii, pomnožení žaberních štěrbin, jedinečnou stavbu chordy s lamelami svalové tkáně, míšní očka či modifikace ústního otvoru a přidružených struktur. Samotný ústní otvor může být dle některých interpretací přetvořená první levá žaberní štěrbina, a není proto homologický ústnímu otvoru ostatních strunatců. Odvozeným znakem bezlebečných je zjevně i celá vylučovací soustava založená na cyrtopodocytech.
Bezlebeční vykazují všech pět hlavních sdílených odvozených znaků strunatců, což jsou struna hřbetní, žaberní štěrbiny, endostyl (homolog obratlovčí štítné žlázy), neurální trubice a postanální ocas. Poněvadž byli pokládáni za sesterskou skupinu obratlovců, zejména různých homologií s obratlovci bylo u bezlebečných identifikováno velké množství (ovšem jsou-li skupinou bazální, některé zvažované sdílené odvozené znaky s obratlovci mohou být ve skutečnosti plesiomorfní, tj. sdílené již strunatci a druhotně ztracené u pláštěnců). Pro embryogenezi obratlovců i kopinatců je charakteristický vznik somitů a následně z nich odvozené segmentované svaloviny, stejně jako neurogeneze indukovaná prostřednictvím chordálního mezodermu. Obratlovcům se podobá i obecná organizace cévního systému a řada cév obratlovců má svůj protějšek v cévách bezlebečných, nicméně endotelová cévní výstelka se objevuje až u obratlovců. Buňky zajišťující tep hlavní kontraktilní cévy pod hltanem mohou být homologické vůči buňkám obratlovčího myokardu, céva asociující s jaterním vakem kopinatce zase vůči vrátnicové žíle. Samotný jaterní vak je pokládán za homologický vůči játrům, jejichž výrazná komplexita u obratlovců je dávána do souvislosti s dvojí celogenomovou duplikací. Hatschekova jamka má svůj protějšek v obratlovčí adenohypofýze.
Zvláštní pozornost zasluhují zjištěné homologie v rámci nervové soustavy. Jak již bylo zmíněno, kopinatci sdílí nervovou trubici strunatců, z níž navíc odstupují dorzální nervy podobně jako u obratlovců. Zejména výzkumy profilů exprese genů však pomáhají pochopit i evoluci mozku obratlovců, ač bezlebeční sami pravý mozek nemají. Např. profily genů Dlx, Otx, Hox-1 a Hox-3 pomohly odhalit homologie vůči přednímu a zadnímu mozku obratlovců. Vyjma genů Hox, které se podílejí na regulaci vývoje předozadní osy, se ukázaly být podobné i profily exprese genů regulujících vývoj podél dorzálně-ventrální osy nervového systému. V mozkovém váčku kopinatce lze také možná najít teritoria homologická dvěma důležitým organizátorům CNS obratlovců (zona limitans intrathalamica a hranice středního/zadního mozku). V roce 2024 byla publikována studie popisující nové typy buněk kopinatců, včetně homologů s hypotalamem a neurohypofýzou. Z komplexnějších struktur může být např. lamelární orgán zase homologem šišinky. Exprese genů Pax4/6 a Otx demonstruje možný homologický vztah mezi předním nepárovým očkem kopinatce a párovýma očima obratlovců. Expresní profily se využívají i ke studiu původu hlavových plakod a neurální lišty, které se u obratlovců podílejí mj. na vzniku smyslových orgánů a ganglií (přičemž neurální lišta, „čtvrtý zárodečný list“ obratlovců, dává obecně vzniknout mnohým strukturám jejich těl). Kopinatci ani jednu z těchto struktur sami nemají.
Bezlebeční se využívají rovněž k rekonstrukci evoluce genomu, potažmo evoluce regulace genové exprese strunatců resp. obratlovců. Oproti obratlovcům neprošli několika koly celogenomové duplikace (v menším měřítku však k duplikacím genů docházelo i u nich a u obou skupin lze v tomto ohledu pozorovat dokonce určité paralely), pláštěnci pak mají genom obecně velmi odvozený. Výzkum prováděný na rodu Branchiostoma např. posílil hypotézu, že poslední společný předek strunatců měl 17 genových vazebných skupin (poslední společný předek rodu Branchiostoma jich měl zřejmě 20). Genom bezlebečných však vykazuje i vlastní jedinečné charakteristiky, například úroveň přeskupování exonů (tzv. „exon shuffling“) je nejvyšší mezi všemi známými živočichy. Nezávisle, a to i mezi jednotlivými liniemi kopinatců, došlo k vývoji genetických drah pro určení pohlaví. Spíše pro zajímavost lze uvést, že bezlebeční mají také jako jediní druhoústí živočichové gen pro zelený fluorescenční protein – jeho evoluční původ přičemž zůstává nejistý.
Jako model primitivního strunatce bezlebeční zůstávají i proto, že se podobají některým fosiliím raným strunatcům připisovaným. Nálezy sahají až do období kambria, spadají sem mimo jiné dochované pozůstatky ze slavných burgesských břidlic (staré asi 519 milionů let), nebo ze starších maotchienšanských břidlic v dnešní Číně; příkladem budiž rody Pikaia, Haikouella, Yunnanozoon nebo Myllokunmingia. Ačkoli se některé z kambrických fosilií dočkaly interpretace jakožto kopinatci (např. Yunnanozoon nebo další rod Cathaymyrus), systematickou a fylogenetickou pozici těchto organismů lze označit za spornou a spekulativní. Problémem je navíc zjištění, že se při rozpadu měkkých tkání u bezlebečných nejprve degradují tkáně nesoucí odvozenější znaky; jinými slovy, fosilizované otisky raných kambrických strunatců mohou být interpretovány jako primitivnější, než jejich nositelé ve skutečnosti byli. Nejistá zůstává i identita mladšího rodu Palaeobranchiostoma, datovaného teprve do spodního permu.
Navzdory minimálně paleozoickému stáří bezlebečných jakožto (pod)kmene může být doba divergence současných tří rodů překvapivě pozdní, byť uváděné odhady se v jednotlivých studiích podstatně rozcházejí. Někdy je diverzifikace korunové skupiny kladena do mezozoika, Igawa & kol. (2017) ji kladou dokonce teprve do kenozoika, konkrétně do eocénu před asi 38,8–46 miliony lety. Hypotézu divergence v kenozoiku navíc autoři propojili s revoluční hypotézou, že poslední společný předek korunové skupiny bezlebečných měl pouze několik milimetrů dlouhé asymetrické obrvené tělo. Zvětšování tělesných rozměrů a získání metamorfózy se mělo pojit teprve s touto nedávnou diverzifikací.

## Ekologie a diverzita

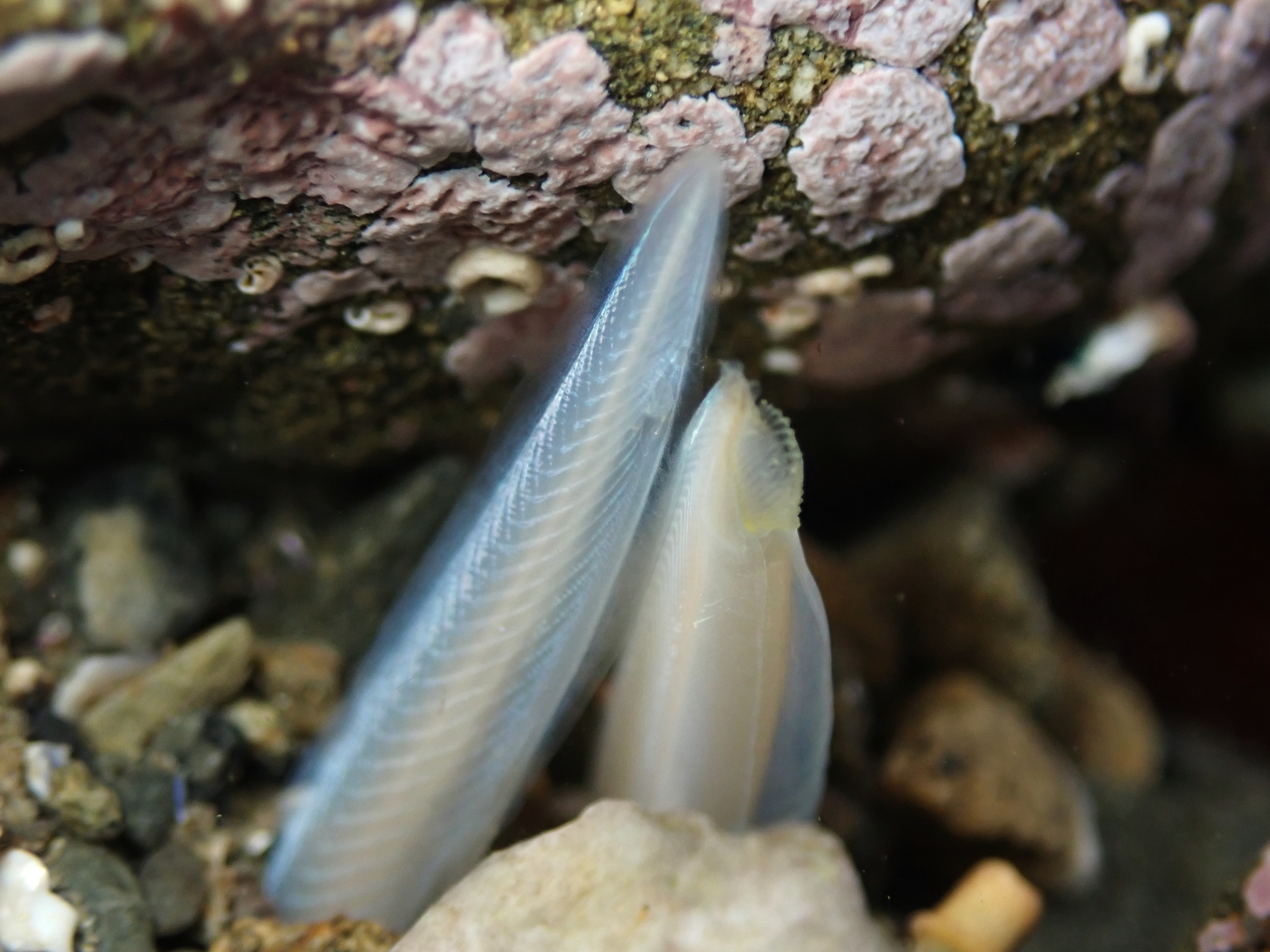
Epigonichthys hectori

K březnu roku 2025 je popsáno 30 platných druhů bezlebečných, z toho drtivá většina patří do rodu Branchiostoma. Celkový počet druhů je však pravděpodobně vyšší v důsledku existence druhových komplexů, jejichž identifikaci napomohl rozmach molekulárních metod. Díky nim se podařilo např. odhalit, že se v rámci druhu kopinatčík nesouměrný (Asymmetron lucayanum) odvozuje více identifikovatelných nezávislých linií. Tradiční systematiku založenou na srovnávací morfologii oproti molekulárním metodám komplikovala značná vnitrodruhová variabilita v diagnostických znacích, jako je počet myomer.
Bezlebeční mají takřka kosmopolitní areál výskytu, žijí na kontinentálních šelfech tropických i mírných moří. Zatímco rody Asymmetron a Branchiostoma se vyskytují v Atlantském oceánu a Indo-Pacifiku, rod Epigonichthys žije pouze v Indo-Pacifiku. Podle některých hypotéz rod Epigonichthys zřejmě pochází z Oceánie (kde také došlo k jeho diverzifikaci) a oproti blízce příbuznému rodu Branchiostoma nedosáhl Atlantského oceánu proto, že neprodukuje velké počty dlouhověkých larev. Biogeografie bezlebečných zůstává v některých ohledech problematická. Některé druhy, jako Branchiostoma belcheri, jsou široce rozšířené napříč několika oceány, u jiných ale zůstává areál výskytu relativně malý. Areál rozšíření v takovém případě zřejmě ovlivňují oceánské proudy, jejichž vliv může vysvětlit např. výskyt kopinatců Branchiostoma senegalensis nebo Branchiostoma gambiense pouze při pobřeží západní Afriky.

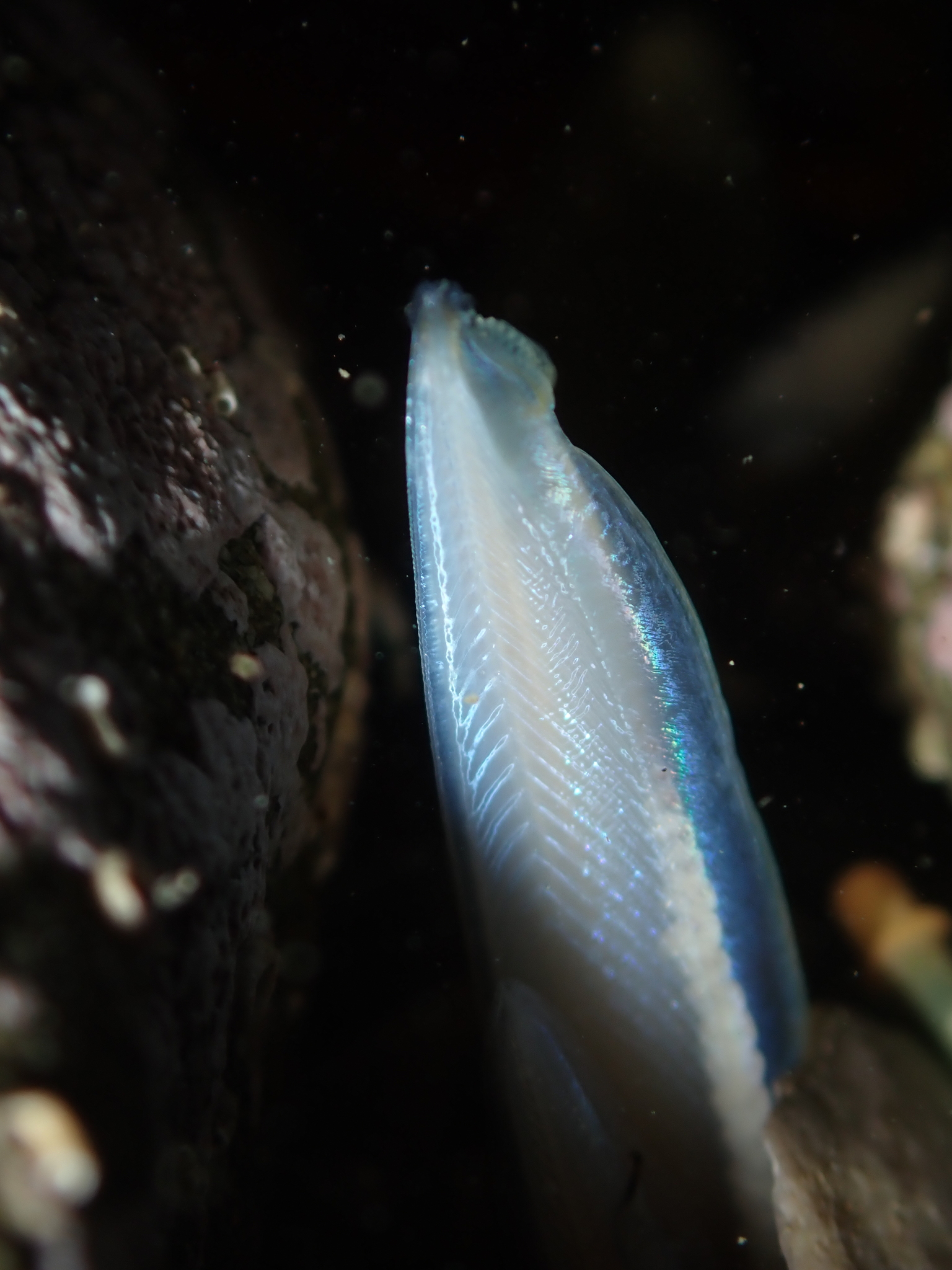
Další snímek Epigonichthys hectori v přirozeném prostředí

Kopinatci zastávají ekologickou roli filtrátorů, zejména mikrobů a fytoplanktonu. Kopinatec plžovitý prostřednictvím svého slizového filtru zachycuje se stoprocentní účinností částice větší nebo rovné 4 μm. Ve střevě larev některých druhů kopinatců však byli objeveni např. i malí korýši. Dospělci typicky žijí v hloubkách 10 až 50 metrů, ovšem druh Asymmetron inferum byl objeven v hloubkách přes 200 m, kde navíc převažuje na sulfidy bohatá a tím pádem pro většinu ostatních makroorganismů toxická voda. Jednotlivé druhy preferují různé typy substrátu, od sedimentů jemnozrnných přes hrubozrnné, dokonce až po nánosy lastur. Obecně žijí v dobře provzdušněném substrátu s malým množstvím organického materiálu. V závislosti na typu substrátu se do něj kopinatci buďto přímo zahrabávají ocasem napřed (což je pro ně nejtypičtější, resp. platí to pro jejich nejznámějšího zástupce, kopinatce plžovitého), anebo leží na dně. V noci se dospělci odvažují volně plavat při dně, jenom výjimečně však žijí pelagicky. Vyvíjející se larvy se přes noc naproti tomu zdržují u hladiny.
Ve vhodných podmínkách nabývají populace bezlebečných hustoty i přes 9 000 jedinců na metr čtvereční. Jsou vyvážené co do pohlaví, ovšem věková struktura se mění v závislosti na vývoji nových larev. Tření je u většiny druhů synchronizováno, většinou na jarní a letní období a soumračnou denní dobu. U některých druhů probíhá nárazově (kopinatec floridský, odb. Branchiostoma floridae), u některých průběžně (kopinatec plžovitý). V mírných vodách trvá období rozmnožování jen asi jeden až tři měsíce, v tropech bývá delší, asi šestiměsíční. Kopinatčík nesouměrný se vyznačuje dvěma obdobími tření.
Sami bezlebeční představují potravu pro různé vodní predátory, např. kopinatec floridský se stává hojnou kořistí trnuch amerických (Hypanus americanus). Vazba mezi kopinatci a rejnoky je natolik těsná, že první jmenovaní představují mezihostitele rejnočích parazitů, jako je tasemnice Acanthobothrium brevissime. Tou jsou infikovány asi tři čtvrtiny dospělých kopinatců floridských.

## Bezlebeční a člověk
Bezlebeční mají pro člověka primární význam jako důležité modelové organismy. Pro svou jednoduchou stavbu těla i organizaci genomu slouží jakožto model pro studium biologie strunatců na buněčné a molekulární úrovni. Zpočátku se k embryologickým a jiným výzkumům využíval kopinatec plžovitý, což mj. způsobilo úbytek jeho hlavních populací u italského pobřeží. Zhruba od 80. let 20. století se pozornost začala soustředit i na kopinatce floridského, loveného v Old Tampa Bay na Floridě. Z dalších modelových druhů lze zmínit ještě kopinatce Branchiostoma belcheri nebo Branchiostoma japonicum. Nejčastěji využívané druhy se nyní dají chovat i v umělých podmínkách a zejména u tropických kopinatců lze v laboratořích uměle prodloužit jejich období tření a tím získat více embryí pro vědecký výzkum.
Vyjma laboratorního výzkumu mají kopinatci minoritní význam jako mořské plody, zejména v Číně. Podle mýtu z doby říše Tchang jde o červy z těl krokodýlů, které zabil Chan Jü. Kopinatci se na talíř dostali i slavnému vývojovému biologovi Ernstu Haeckelovi, jenž je spolu s kaviárem obdržel jako slavnostní předkrm na oslavě šedesátých narozenin. Vyjma lovu se populace kopinatců lokálně zmenšují i pro znečišťování vod a sedimentů, jako se tomu stalo u japonského pobřeží na konci 20. století.